# Rainer Kaune

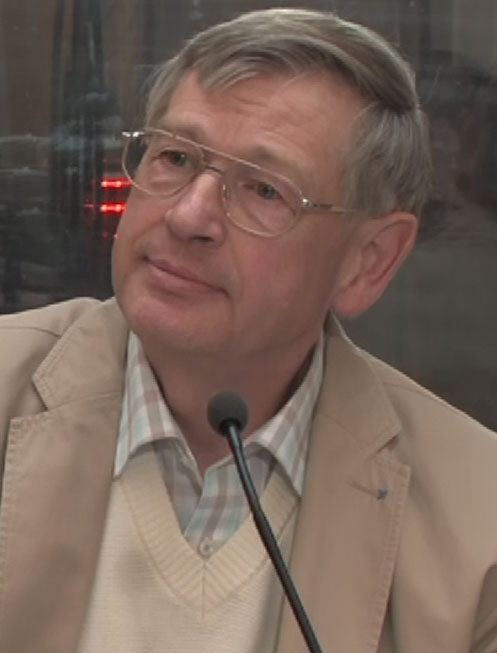
Rainer Kaune

Rainer Kaune (* 1945 in Bückeburg, Niedersachsen) ist ein deutscher Autor, Rezitator, Vortragsredner, Pädagoge und Herausgeber. Veröffentlicht hat er auch unter seinem „geheimen“ Pseudonym Heinrich Berner.

## Leben
Nach dem Besuch der Grund- und Realschule in Bückeburg war Kaune von 1962 bis 1969 Beamter der „gelben“ Post an mehreren Arbeitsorten, u. a. in Stadthagen, Hannover und in Düsseldorf. Seinen Wehrdienst leistete er von 1965 bis 1966 als Radarflugmelder der Luftwaffe ab (Stationierungsorte: Lagerlechfeld/Oberbayern und Aurich/Ostfriesland). Von 1969 bis 1972 schloss sich ein Lehrerstudium in Hannover an – nach vorhergehender „Begabtensonderprüfung“. Seine selbst gewählten Studienschwerpunkte waren Geschichte, Psychologie und Philosophie.
Von 1972 bis 2008 arbeitete Kaune als Pädagoge im Landkreis Diepholz. Wichtige Schulorte für ihn waren dabei Sulingen, Affinghausen, Schwaförden und Scholen. Zwischenzeitlich absolvierte er von 1974 bis 1977 eine Zusatzausbildung in „Individualpsychologie“ am Alfred-Adler-Institut in Delmenhorst. Im Sommer 2008 wurde Kaune pensioniert und ist seitdem nur noch künstlerisch tätig.
Bereits seit 1981 hat er einen Eintrag in Kürschners Deutschem Literaturkalender.
Seit 1982 ist sein Wohnort Bassum; er ist dort auch verheiratet. Seine Ehefrau ist selbstständige Geschäftsfrau in der Uhren- und Schmuckbranche.

## Wirken
Kaune hat vor allem auf den Gebieten Aphorismen, Zitate, Maximen und literarische Porträts viel gearbeitet und veröffentlicht. Auf sein Konto gehen über 150 Veröffentlichungen und zahlreiche Vortragsreisen im deutschsprachigen Raum sowie Auftritte in Funk und Fernsehen.

## Werke (Auswahl)
- Die Freundschaft im Spiegel der Weisheit. Ars Sacra, München 1976; ISBN 3-7607-2087-0
- Das Glück im Spiegel der Weisheit. Ars Sacra, München 1977; ISBN 3-7607-2088-9
- Die Lebenskunst im Spiegel der Weisheit. SKV-Edition, Lahr (Schwarzwald) 1986; ISBN 3-87729-087-6
- Weihnachten – unser schönstes Fest. SKV-Edition, Lahr 1987; ISBN 3-87729-444-8
- Wilhelm Busch – Sein Leben, Lernen, Leiden und Lieben und was er sonsten allhier getrieben. SKV-Edition, Lahr 1987; ISBN 3-87729-341-7
- Christian Morgenstern – Humor, Weisheit, Glaube. SKV-Edition, Lahr 1991; ISBN 3-87729-715-3
- Georg Christoph Lichtenberg – Funkelnde Gedanken über sich und die Welt. SKV-Edition, Lahr 1992; ISBN 3-87729-797-8
- Hermann Löns – Naturfreund, Dichter, Umweltschützer. SKV-Edition, Lahr 1994; ISBN 3-87729-632-7
- Lieben, Leben, Leiden. Hermann Löns in Hannover, Schaumburg-Lippe und der Lüneburger Heide. Sutton Verlag, Erfurt 2014; ISBN 978-3-95400-473-7

### Aufsätze
- mit Armin Reese: Johann Carl Bertram Stüve und die Deutsche Frage 1848/49. In: Niedersächsisches Jahrbuch für Landesgeschichte, Band 44, herausgegeben von der Historischen Kommission für Niedersachsen und Bremen, August Lax Verlagsbuchhandlung, Hildesheim 1972, S. 233–274.
- Vor 250 Jahren geboren: Georg Christoph Lichtenberg – Wissenschaftler und Literat. In: Niedersächsisches Innenministerium (Hrsg.): Niedersachsenbuch '92. Helmstedt. CW Niemeyer-Druck, Hameln 1992, ISSN 0946-5588, S. 94–107.
- Hermann Löns in Bückeburg. In: Niedersächsisches Innenministerium (Hrsg.): Niedersachsenbuch '99. Bückeburg. CW Niemeyer-Druck, Hameln 1999, ISSN 0946-5588, S. 128–134.